# Pentapolis (Italien)
Hertugdømmet Pentapolis var et hertugdømme i det Byzantinske rige, som blev oprettet af det Prætorianske præfektur i Italien i  554. Fra 584-751 var det en del af exarkatet i Ravenna. Navnet Pentapolis kommer fra græsk πεντάπολις og betyder "fem byer". Disse byer var Ancona, Fano, Pesaro, Rimini og Sinigaglia. Hertugdømmet lå ved Adriaterhavets kyst mellem floderne Marecchia og Misco lige syd for exarkatets kerneområde, som blev styret direkte af exarken (Ravennatet), øst for hertugdømmet Perugia, som var et andet byzantinsk område, og nord for hertugdømmet Spoleto, som tilhørte Longobarderne (grundlagt i 568). Hertugdømmet strakte sig formentligt ind i landet til Apenninerne, måske længere, og dets sydligste by var Humana (Numera) på nordbredden af Misco. Hovedstaden i Pentapolis var Rimini og hertugen udøvede både den civile og militære magt i hertugdømmet.
Pentapolis var et af de aktive handelsområder i Italien.  Indbyggerne i Pentapolis prøvede til stadighed at begrænse exarkens magt i hertugdømmet, samtidig med at den byzantinske del af Italien generelt oplevede en decentralisering i det 7. århundrede. I 725, da Exark Paul ville gennemføre straffeekspedition mod hertugdømmet Rom, hvor Pave Gregor 2. og indbyggerne havde gjort oprør mod kejseren og afsat og udskiftet den regerende hertug, hvervede han tropper i Ravennatet og Pentapolis. Den longobardiske historiker Paulus Diaconus skriver, at han havde stort besvær med at hverve de nødvendige tropper og hans ekspedition endte i fiasko. I 726 blev kejser Leo 3. ikonoklasme først bekendtgjort, måske endda ved et edikt mod ikoner (hellige billeder). Exarkens manglende evne til at håndhæve sin autoritet i Rom og hans svage styre i Pentapolis blev til magtløshed, da "hærene", dvs. det romerske militære aristokrati i hertugdømmerne i Ravennatet, Pentapolis og Venedig gjorde oprør og erklærede at de ville beskytte paven mod det kejserlige dekret, som Paul havde fået ordre til at håndhæve i hele Italien (727).
I 738 marcherede longobardernes konge Liutprand gennem Pentapolis på vej til Spoleto, og under passagen blev han angrebet af en gruppe  "Spoletaner" (langobarder fra det centrale Italien) og "Romere" (lokale pentapolitanere). De lokale kan være blev opildnet til denne alliance mod  Liutprand af exarken Eutychius, som kan have indgået en aftale med hertugen af Spoleto, Transamund 2.. Pentapolitanerne var traditionelt ikke på god fod med hverken byzantinerne, som Liutprand kæmpede mod i 728–729, eller exarken i Ravenna, som Liutrpand også tit bekæmpede, men det var ikke sandsynligt, at de anså langobardiske indfald i deres område som en  "befrielse". Liutprand angreb Ravenna og Cesena på via Aemilia i 743, formentlig for at få kontrol over en vej gennem byzantinsk område til Spoleto. Hans efterfølger Ratchis angreb adskillige byer i Pentapolis og Perugia i 749 inden han trakt sig tilbage for at blive munk. I 752 blev Pentapolis erobret af longobardernes konge Aistulf.

## Yderligere læsning
- Diehl, Charles (1888). Études sur l'administration byzantine dans l'Exarchat de Ravenne (568–751). Vol. 53. Paris, France: Bibliothèque des écoles françaises d'Athènes et de Rome.
- Paul the Deacon; Foulke, William Dudley (trans.) (1974) [1907]. The History of the Langobards (PDF). Philadelphia, Pennsylvania: University of Pennsylvania.